# Chico Buarque (álbum de 1989)
| Críticas profissionais            | Críticas profissionais |
| Avaliações da crítica             | Avaliações da crítica  |
| Fonte                             | Avaliação              |
| --------------------------------- | ---------------------- |
| All Music Guide                   | [ 1 ]                  |
| The Encyclopedia of Popular Music | [ 2 ]                  |

Chico Buarque (também conhecido como Morro Dois Irmãos), é o décimo terceiro álbum do músico brasileiro Chico Buarque, lançado em 1989.

## Faixas
| N.º | Título                                                  | Compositor(es)              | Duração |  |
| 1.  | "Morro Dois Irmãos"                                     | Chico Buarque               | 2:53    |  |
| 2.  | "Trapaças"                                              | Chico Buarque               | 2:36    |  |
| 3.  | "Na Ilha de Lia, no Barco de Rosa (Meio-Dia, Meia-Lua)" | Chico Buarque, Edu Lobo     | 3:34    |  |
| 4.  | "Baticum"                                               | Chico Buarque, Gilberto Gil | 3:41    |  |
| 5.  | "A Permuta dos Santos"                                  | Chico Buarque, Edu Lobo     | 3:59    |  |
| 6.  | "O Futebol"                                             | Chico Buarque               | 2:51    |  |
| 7.  | "A Mais Bonita (part. esp. Bebel Gilberto)"             | Chico Buarque               | 3:33    |  |
| 8.  | "Uma Palavra"                                           | Chico Buarque               | 2:36    |  |
| 9.  | "Tanta Saudade"                                         | Chico Buarque, Djavan       | 4:28    |  |
| 10. | "Valsa Brasileira"                                      | Chico Buarque, Edu Lobo     | 2:56    |  |